# Râul Cotoru, Șușița
Râul Cotoru este un curs de apă, afluent al râului Dealu. 